# ستيف أبيل
ستيف أبيل (بالإنجليزية: Steve Abel)‏ هو مغني وملحن نيوزلندي، ولد في 1970.